# Brocklesby (Nowa Południowa Walia)
Brocklesby – miejscowość w stanie Nowa Południowa Walia, w Australii. Leży 45 km na północny zachód od Albury, 76 km na zachód od Holbrook.
W pobliżu miejscowości miało miejsce zderzenie samolotów nad Brocklesby, unikatowy wypadek powietrzny, po którym dwa szczepione ze sobą samoloty zdołały bezpiecznie wylądować.